# Office of Strategic Influence
Das Office of Strategic Influence (Amt für strategische Einflussnahme; OSI) war eine US-amerikanische Militäreinrichtung, deren Aufgabe es war, die öffentliche Meinung im Ausland gegenüber den USA und deren Außenpolitik durch Propagandamaßnahmen zu beeinflussen. Die Palette möglicher Maßnahmen umfasste neben gewöhnlichen Public Relations-Aktionen auch äußerst umstrittene Maßnahmen bis hin zur Anwendung von „schwarzer Propaganda“, also der gezielten Verbreitung von falschen Informationen im Ausland.
Nach massiven öffentlichen Protesten wurde die Einrichtung im Februar 2002 dem Namen nach geschlossen, die der Einrichtung zugedachten Aufgaben werden jedoch weiterhin erfüllt, hauptsächlich durch das später gegründete Office of Global Communications.

## Geschichte
Das OSI wurde im Oktober 2001 auf Initiative von Donald Rumsfeld unter Hinweis auf die Terroranschläge am 11. September 2001 in den USA im Verteidigungsministerium der Vereinigten Staaten gegründet. Mit der Lancierung von gekauften Artikeln wollte die US-Regierung ihren Einfluss auf die Medien stärken. Erst nach massiven öffentlichen Protesten wurde das Projekt eingestellt. Bereits im ersten Golfkrieg hatte das Pentagon eine New Yorker PR-Firma (Hill & Knowlton) beauftragt, die unter anderem die (von Nijirah al-Sabah erfundene) Geschichte von irakischen Soldaten verbreitete, die kuwaitische Brutkastenbabys töten.
Nach der gescheiterten Regierungsbehörde hat sich die Progressive-Rock-Band OSI benannt.